# Dumb and Dumber (série télévisée d'animation)
Pour les articles homonymes, voir Dumb and Dumber (homonymie).
Dumb and Dumber ou La Cloche et l'Idiot au Québec, est une série télévisée d'animation américaine en treize épisodes de 22 minutes, créée par William Hanna et Joseph Barbera, basée sur le film homonyme réalisé en 1994 par les frères Farrelly, et diffusée entre le 28 octobre 1995 et le 3 février 1996 sur le réseau ABC.
Au Québec, la série a été diffusée à partir du 16 septembre 1996 à Super Écran, et en France, elle a notamment été diffusée sur Cartoon Network et TPS Cinéfamily dans le bloc de programmation WB Kids.

## Synopsis
Cette série animée raconte les mésaventures continues de deux amis, Harry et de Lloyd, voyageant dans un van appelé le Dogmobile. Ils sont accompagnés d'une femelle castor violette du nom de Kitty.

## Voix anglophones
- Bill Fagerbakke : Harry
- Matt Frewer : Lloyd

## Épisodes
1. Otto's Best Friend
2. Dumb Luck / Dumbbells
3. Top Dumbs
4. Dixie Dolts / Neither Rain Nor Sleet Nor Dumbness
5. Horse Non-sense / Senseless in Seattle / Mmm, Cheesy
6. Movers and Breakers / To Bee Or Not To Bee
7. Dream a Little Scream / Speed and Speedier
8. Santa Klutz / Hole in Something
9. Brain, Brain, Go Away
10. Home Cookin
11. Bootcampers / Overbite in Paradise
12. Chipped Dip / Laundryland Lunacy
13. Harry Canary / Alienated

## Commentaires
Cette série est basée sur le film du même titre sorti en 1994 et réalisé par les frères Farrelly avec comme acteurs principaux Jim Carrey dans le rôle de Lloyd et Jeff Daniels dans le rôle d'Harry. 
Une suite a vu le jour en 2003, Dumb and Dumberer, réalisée par Troy Miller avec cette fois Eric Christian Olsen dans le rôle de Lloyd et Derek Richardson dans le rôle d'Harry.